# ذبحة الأوعية الدقيقة
ذبحة الأوعية الدقيقة (تُعرف قديمًا باسم متلازمة القلب إكس) وهي ذبحة صدرية (ألم في الصدر) مع وجود علامات مرتبطة بانخفاض تدفق الدم إلى أنسجة القلب ولكن مع سلامة الشرايين التاجية.
يمكن أن يؤدي استخدام مصطلح متلازمة القلب إكس إلى قلة التقدير أن ذبحة الأوعية الدقيقة هي حالة ذات صلة بأمراض القلب الضعيفة المصاحبة للألم مع زيادة خطر الإصابة بنوبة قلبية ومشاكل قلبية أخرى. قد تجد الكثير من النساء بشكل رئيسي صعوبة في الوصول إلى الرعاية المتخصصة من قبل أخصائي أمراض القلب لهذا السبب.
وجدت بعض الدراسات أن مرضى ذبحة الأوعية الدقيقة لديهم معدلات خطر أعلى للإصابة باضطرابات تشنجية في الأوعية الأخرى مثل الصداع النصفي ومرض رينود. يتم علاجه بحاصرات بيتا (beta-blockers) مثل الميتوبرولول، ولكن حاصرات بيتا يمكن أن تجعل تشنجات الشريان التاجي أسوأ.

## العلامات والأعراض
في حين لا يوجد تعريف رسمي لذبحة الأوعية الدقيقة، فإن الإجماع العام هو أنه يتضمن ما يلي:
- الذبحة الصدرية: عادة لا تسبب اختلالًا وظيفيًا في مخطط صدى القلب ويمكن أن تستمر لفترة أطول من أمراض القلب العادية.
- تغيرات في اختبار الإجهاد القلبي: عادة ما تكون تلك التغيرات مماثلة لتلك التي تحدث في مرض الشريان التاجي (نقص تروية القلب)، على عكس التي تحدث في ذبحة برنزميتال (Prinzmetal's angina). وتكون معدلات

التروية الدموية للقلب غير طبيعية لدى 30% من المرضى.
- تصوير الأوعية التاجية: يظهر معدلات طبيعية.
- يجب استبعاد الأسباب الأخرى لألم الصدر، بما في ذلك:
  - ذبحة برنزميتال الصدرية المعروفة أيضًا باسم الذبحة الصدرية المخالفة للمعتاد والتشنج التاجي.
  - تشنج المريء.

## الأسباب

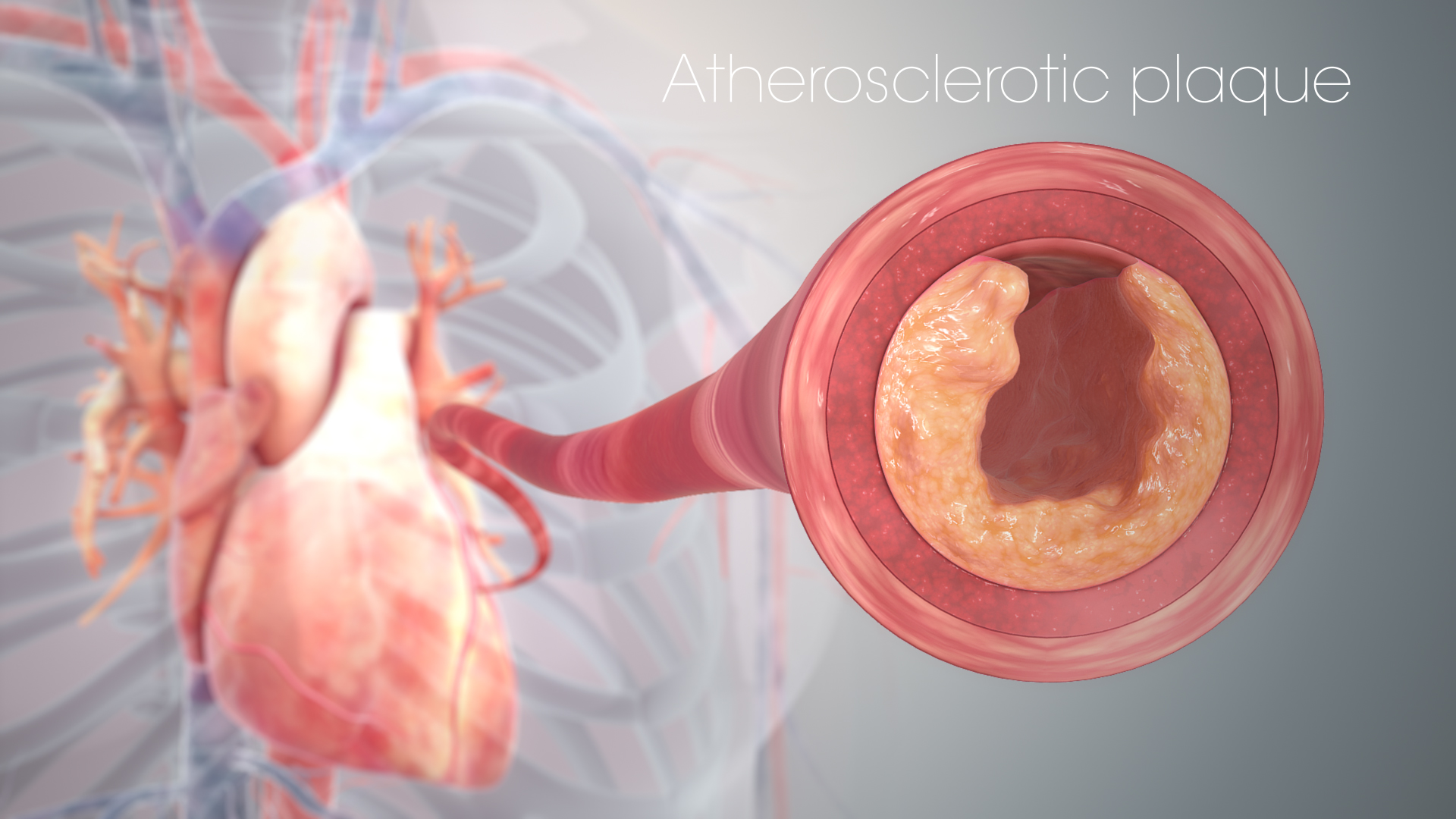
تضييق الشريان بسبب تكون اللويحات.

لا يوجد سبب معروف لذبحة الأوعية الدقيقة ولكن هناك العديد من عوامل الخطر التي تعمل معًا. يُعتقد أن نقص تدفق الدم الناجم عن أمراض الأوعية الدموية الدقيقة وملاحظة الألم الشديد هما السبب لتلك الذبحة. تشير اختلالات الأوعية الدموية الدقيقة إلى وجود خلل في الأوعية الدموية الصغيرة جدًا في القلب. قد يؤدي ضيق هذه الأوعية إلى نقص الأكسجين في مناطق معينة من عضلة القلب ما يسبب ألمًا في الصدر. أظهرت العديد من الدراسات أن المرضى الذين يعانون من ذبحة الأوعية الدقيقة قد يكون لديهم شعور بالألم، وعادة ما يشعرون بألم شديد في الصدر أكثر من باقي الأشخاص الذين لم يصابوا بتلك الذبحة.
تشمل عوامل الخطر الأساسية السمنة حول محيط البطن، ما يعني وجود أنسجة دهنية مفرطة بمنطقة البطن وما حولها، ارتفاع مستوى الدهون في الشرايين ما يؤدي إلى تصلبها، ارتفاع ضغط الدم. عوامل الخطر الأخرى هي مقاومة الأنسولين، اختلال تحمل الجلوكوز، حالات التخثر، والحالات الالتهابية. كبار السن أكثر عرضة للإصابة بتلك الذبحة، وهناك بعض الأدلة التي تشير إلى أن هناك بعض الطفرات الجينية التي تزيد من الإصابة بالذبحة. النساء أكثر عرضة لهذه الذبحة من الرجال، وكذلك أولئك الذين لديهم تاريخ من أمراض القلب في أسرهم.

## الفيزيولوجيا المرضية
لدى نسبة كبيرة من المرضى، رُصد خلل في الأوعية الدموية الدقيقة الجهازية، والذي يؤدي إلى انخفاض تدفق الدم في الأوعية الدموية الدقيقة لعضلات القلب. عندما تتقلص الأوعية الدموية وتفشل في التوسع لضخ الدم للقلب، تقل مستويات الأكسجين في عضلات القلب ما يؤدي إلى نقص التأكسج وعندها يتم الشعور بألم في الصدر.
بينما تم اقتراح العديد من الآليات الفيزيولوجية، ولكن لم يتم إثبات أي منها.

## التشخيص
لذبحة الأوعية الدقيقة تشخيص استثنائي، عادة ما تستلزم تشخيصًا سريريًا والقيام باختبارات الإجهاد وتصوير الأوعية التاجية، يمكن أيضًا استخدام تصوير الرنين المغناطيسي للقلب لتشخيص الذبحة الصدرية. الدراسات جارية للتحقق من صحة هذا النهج.
هناك أدلة متزايدة على أن ذبحة الأوعية الدقيقة ناتجة عن اضطراب وظيفي في الأوعية الدقيقة، ضعف أو خلل في الأوعية الدموية الدقيقة التاجية. تفشل الأوعية الدموية في أن تتوسع أو تنكمش على حسب بعض الضغوطات مثل التمرينات الرياضية، البرد، والضغط النفسي.
يمكن أن يُظهر تصوير الأوعية الدموية بالأسيتيل كولين اختلالًا وظيفيًا في الأوعية الدموية الدقيقة، والتي يمكن أن تؤثر على الأوعية الدقيقة والشرايين التاجية الكبرى، والتي ستؤدي إلى ذبحة الأوعية الدموية الصغيرة أو تشنجات الشريان التاجي (ذبحة برنزميتال). تعتبر هذه الشروط منفصلة على الرغم من أن بعض الأفراد يمكن أن تتأثر بها جميعًا.
يمكن تشخيص ذبحة الأوعية الدقيقة باستخدام اختبارات مختلفة، لكن في الأساس يجب القيام بالتشخيصات الاستثنائية للحصول على نتائج دقيقة. يجب اختبار الأفراد الذين يعانون من زيادة الوزن وقلة الحركة، الذين لديهم تاريخ عائلي من مرض السكري من النوع 2 لتحديد ما إذا كانت لديهم مستويات غير منتظمة من الجلوكوز أو الدهون أو اختلافات في ضغط الدم عن المعدل الطبيعي، أول اختبار يُجرى هو اختبار الإجهاد والذي يوضح ما إذا كان القلب يحصل على الدم الكافي أثناء الجهد أم لا. قد يكون تصوير الأوعية الدموية مفيدًا وحاسمًا إذ يمكن لذبحة الأوعية الدقيقة أن تقدم صورة مفصلة للقلب. ومع ذلك، لا يمكن اكتشاف تشوهات محتملة في الشرايين الصغيرة، وقد يطلب الطبيب إجراء مزيد من الاختبارات لاستبعاد أمراض القلب الأخرى مثل ذبحة برنزميتال والتي لها نفس الأعرض.

### التشخيص التفريقي
لا يمكن التنبؤ بألم الصدر الناجم عن ذبحة الأوعية الدقيقة، فيمكن أن يحدث ذلك أثناء الراحة أو أثناء التمرين. يكون الألم المرتبط بذبحة الأوعية الدقيقة عادة أكثر حدة ويستمر لفترات زمنية أطول مقارنة بالألم الناجم عن حالات أخرى. على سبيل المثال، تسبب الذبحة الصدرية المستقرة آلامًا في الصدر تزول أثناء الراحة، الفرق الآخر هو أنه يتم تخفيف آلام الصدر الناتجة عن أي نوع من الذبحة الصدرية المستقرة بدواء النتروجليسرين، ولكن هذا الدواء غير فعال عند معظم المرضى الذين يعانون من ذبحة الأوعية الدقيقة.

## العلاج
- حاصرات قنوات الكالسيوم. على وجه التحديد: نيفيديبين وديلتيازيم والتي يمكن أن تكون فعالة.
- حاصرات بيتا. يمكنها أن تكون أيضًا ذات فاعلية ولكنها يمكن أن تجعل تشنجات الشريان التاجي أسوأ.
- قد يعمل الأمينوفيلين عن طريق تثبيط مستقبلات الأدينوسين.
- الاستروجين، قد يعمل لدى النساء.
- ل-أرجينين، يزيد من إطلاق أكسيد النيتريك (NO) على مستوى الأوعية الدموية، ما يعمل على توسيع الأوعية الدموية.
- رانولازين، يحسن من حالات الذبحة الصدرية ونقص تأكسج عضلة القلب.
- العقاقير المخفضة للكوليسترول.
- الأسبرين.
- كلوبيدوغريل.
- مثبطات الإنزيم المحول للأنجيوتنسين (ACE) وحاصرات مستقبلات الأنجيوتينسين 2 (ARBs).
- تغيير نمط الحياة مثل متابعة نظام غذائي صحي وممارسة الرياضة.
- التحكم في الألم من خلال العلاج السلوكي المعرفي، التأمل اليقظ، اليوغا والتاي تشي.

ذبحة الأوعية الدقيقة هي حالة مرضية مزمنة طويلة الأمد تزيد من خطر الإصابة بالنوبات القلبية وغيرها من الأمراض القلبية مثل قصور عضلة القلب والذهاب المتكرر للمستشفى نتيجة لذلك. يتكون العلاج من عقاقير خاصة لتخفيف آلام الصدر، ولكن تعتبر زيارة الطبيب بشكل منتظم جزءًا مهمًا جدًا من العلاج إذ يتم تكرار الفحوصات للتأكد من العناية الكاملة بالحالة.
الخطوة الأولى في إدارة ذبحة الأوعية الدقيقة هي أخذ عقارات النترات الذي قد تخفف من آلام الصدر. حيث يتم استخدامها بسبب قدرتها على إرخاء عضلات القلب والأوعية الدموية. ومع ذلك، فقد ثبت أنها غير فعالة لدى ما يصل إلى نصف المرضى. قد تتكون العلاجات البديلة من حاصرات قنوات الكالسيوم أو حاصرات بيتا التي تقلل من آلام الصدر من خلال إرخاء خلايا العضلات التي تبطن الشرايين وتحسن من تدفق الدم إلى القلب مع خفض ضغط الدم. قد يعمل الأمينوفيلين أيضًا، بينما يمكن أن يكون الإستروجين فعالًا عند النساء.
في الوقت الحالي لا يوجد علاج معروف، لكن تغيير نمط الحياة أمر مهم جدًا. يجب أن يبدأ المرضى باتباع الأنظمة الغذائية الصحية منخفضة الدهون المشبعة، ويجب أن يشاركوا في الأنشطة البدنية المنتظمة. ومع ذلك، يجب على أي مريض مصاب بمرض قلبي أن يبحث أولاً عن الرأي والمشورة الطبية قبل البدء في ممارسة الرياضة. كذلك يوصى بشدة بالإقلاع عن التدخين تمامًا.

## نسبة الحدوث
لا تزال الأسباب التي تجعل النساء أكثر عرضة من الرجال للإصابة بذبحة الأوعية الدقيقة غير واضحة. ومع ذلك، يُعتقد أن الهرمونات جنبًا إلى جنب مع عوامل الخطر الأخرى الفريدة للمرأة تلعب دورًا مهمًا للغاية في الإصابة بالذبحة، قد يكون التغير المستمر في مستويات هرمون الإستروجين أحد الأسباب أيضًا.